# Sekundærrute 521
Sekundærrute 521 er en rutenummereret landevej i Vestjylland.
Ruten går fra Nørrebrogade i Holstebro, ud gennem den vestlige del af byen, mod nordvest gennem byerne Krunderup og Linde, langs med den sydlige del af Klosterheden og ender i et T-kryds med Primærrute 28 8 km syd for Lemvig.